# Skaštice
Skaštice jsou obec v okrese Kroměříž ve Zlínském kraji. Žije zde 368 obyvatel. Obec se nachází čtyři kilometry od města Kroměříž.

## Název
Jméno vesnice bylo odvozeno od osobního jména Skašek (v jeho základu je sloveso skáti - "soukat"). Původní tvar Skaščici byl pojmenováním jejích obyvatel a znamenal "Skaškovi lidé".

## Historie
První písemná zmínka o obci pochází z roku 1267. Ves v té době patřila biskupu Brunu ze Schaumburku, který ve svém posledním pořízení odkázal ves kostelu sv. Mořice a kolegiální kapitule v Kroměříži.

## Obyvatelstvo

### Struktura
Vývoj počtu obyvatel za celou obec i za jeho jednotlivé části uvádí tabulka níže, ve které se zobrazuje i příslušnost jednotlivých částí k obci či následné odtržení.
| Místní části   | Místní části  | 1869 | 1880 | 1890 | 1900 | 1910 | 1921 | 1930 | 1950 | 1961 | 1970 | 1980 | 1991 | 2001 | 2011 | 2021 |
| -------------- | ------------- | ---- | ---- | ---- | ---- | ---- | ---- | ---- | ---- | ---- | ---- | ---- | ---- | ---- | ---- | ---- |
| Počet obyvatel | část Skaštice | 490  | 533  | 645  | 702  | 664  | 663  | 621  | 484  | 452  | 395  | 356  | 330  | 369  | 377  | 357  |
| Počet domů     | část Skaštice | 76   | 84   | 96   | 104  | 101  | 104  | 120  | 137  | 128  | 126  | 116  | 128  | 135  | 140  | -    |

## Obecní správa
Mezi lety 1869–1985 Skaštice byly obcí v okrese Kroměříž. Od 1. ledna 1986 do 27. února 1990 byly součástí Kroměříže a od 28. února 1990 jsou opět samostatnou obcí.

### Obecní symboly
Znak a vlajka byly obci uděleny rozhodnutím předsedy Poslanecké sněmovny Parlamentu České republiky dne 7. října 2003.

## Sport
Obec reprezentuje fotbalový tým TJ Skaštice, který působí v Divizi E, čtvrté nejvyšší soutěži. Jedná se o nejvýše hrající fotbalový tým obce do 500 obyvatel v ČR.

## Doprava
Územím obce prochází dálnice D1 s exitem 260 - Kroměříž-východ. Jihoseverním směrem obcí prochází silnice III/4327 Kroměříž - Skaštice - Břest. Z východu na západ pak silnice III/4328 Hulín - Skaštice - Chropyně.

## Pamětihodnosti
- Kostel svatého Floriána
- Základní škola č.p. 32 - Objekt se zdobnými historizujícími fasádami, završený sedlovou střechou byl vystavěn v roce 1895 podle projektu olomouckého stavitele Václava Wittnera. Je chráněna jako nemovitá Kulturní památka České republiky.[10]
- Pět kamenných křížů
- Čtyři mariánské sochy
- Socha svaté Anny
- Boží muka
- Dům č.p. 18, na které byla obnovena původní fasáda s motivy Cyrila a Metoděje

## Osobnosti
- Tomáš Mlčoch (1881–1940), politik, poslanec Říšské rady
- František Pospíšil (1885–1958), etnograf a muzejník
- Doc. RNDr. Stanislav Trávníček, CSc. (1935-2017), matematik a pracovník na katedře algebry a geometrie PřF UP (oceněn zlatou medailí UP)[11]
- Dr. Ing. František Lerche (1907-1986), znalec koní

## Galerie

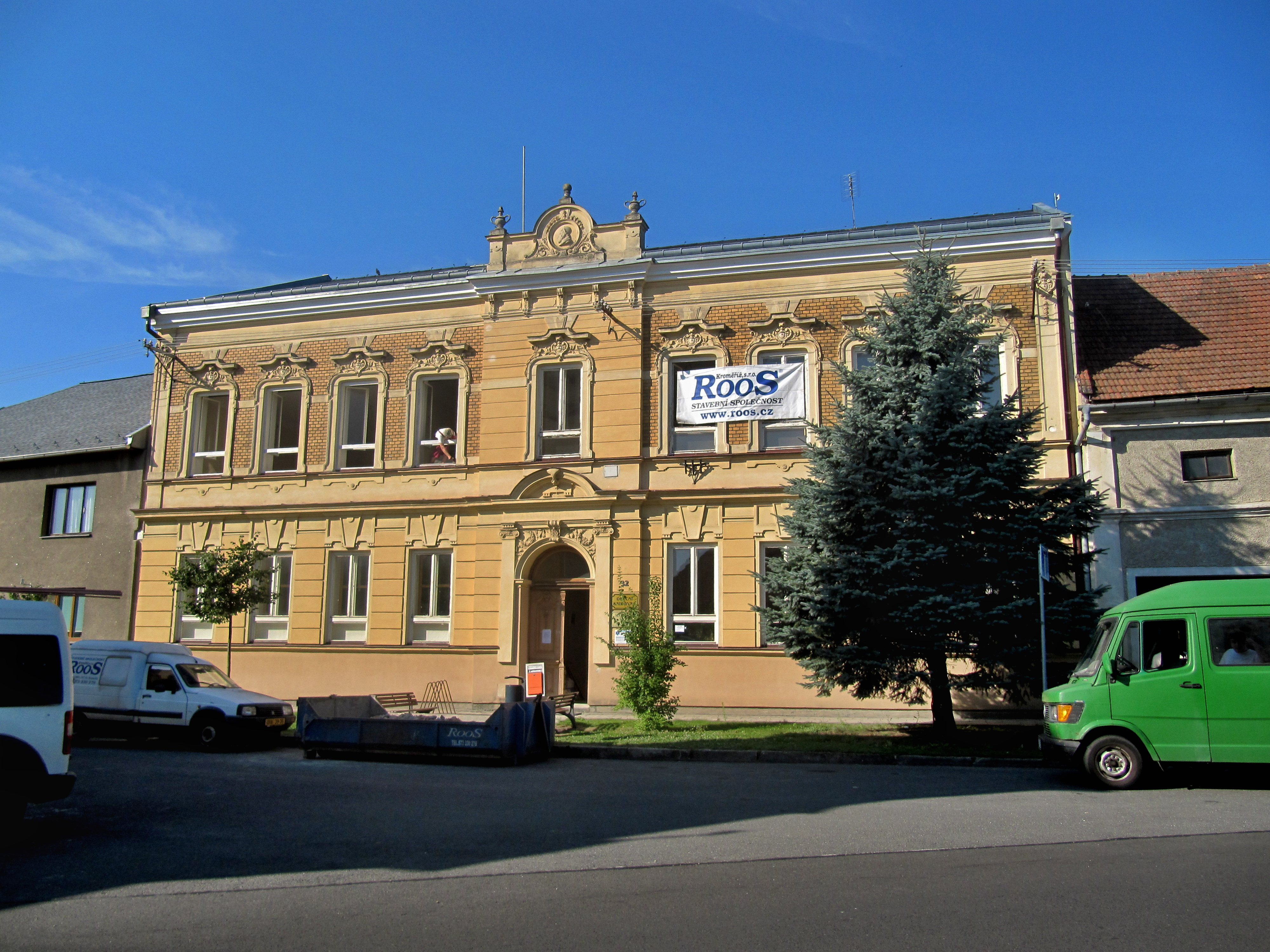
Budova školy při rekonstrukci
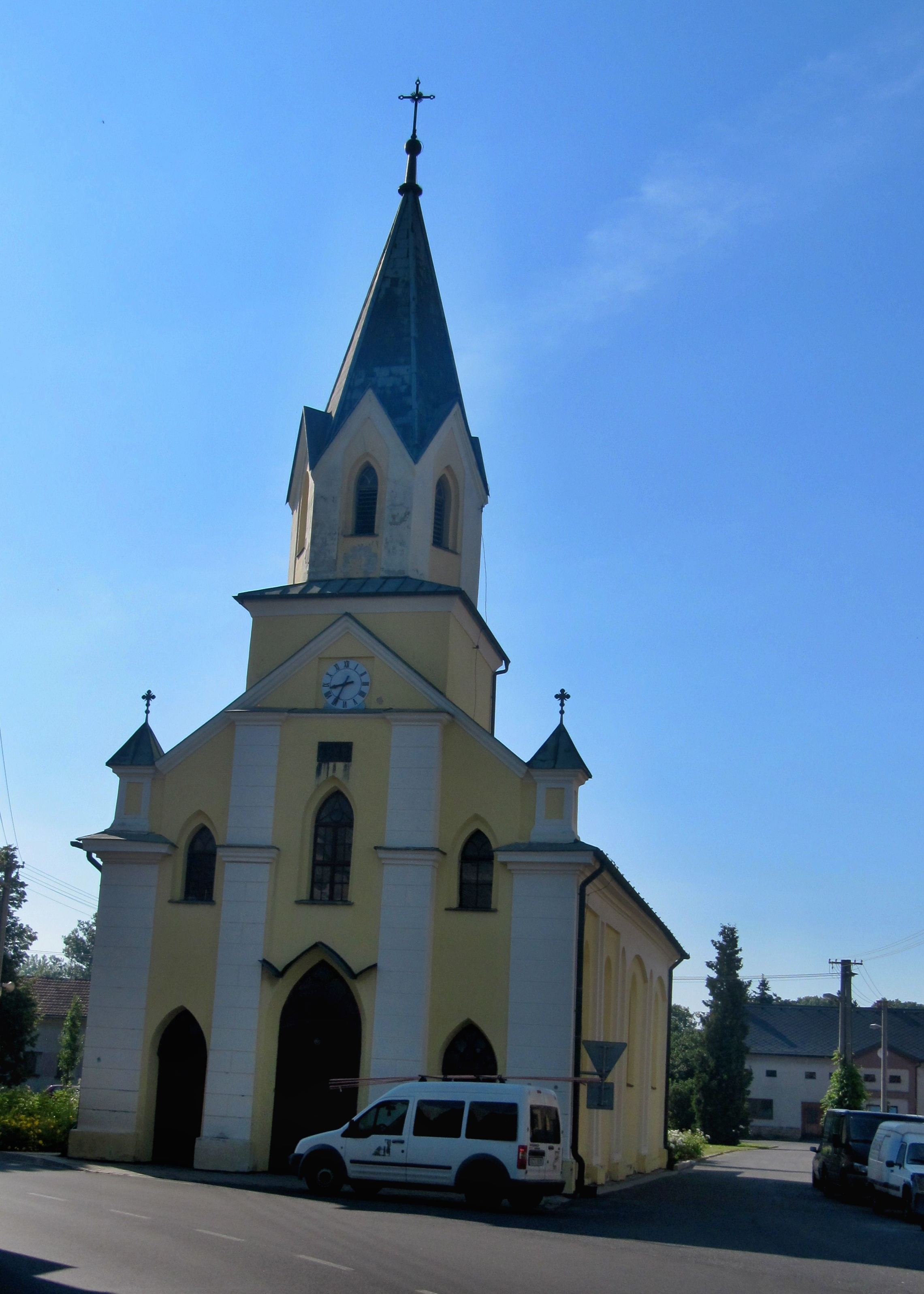
Kostel svatého Floriána
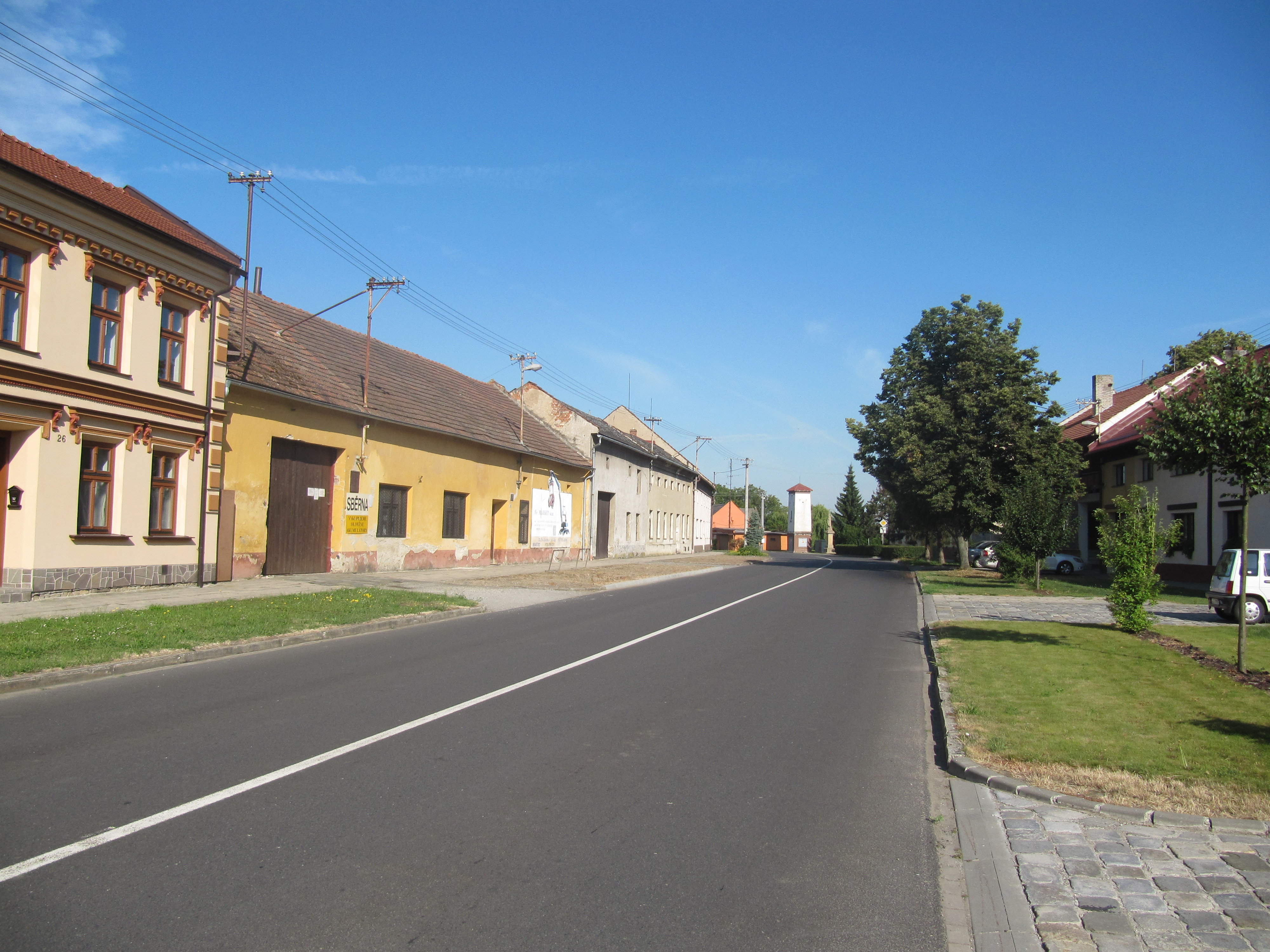
Hlavní ulice
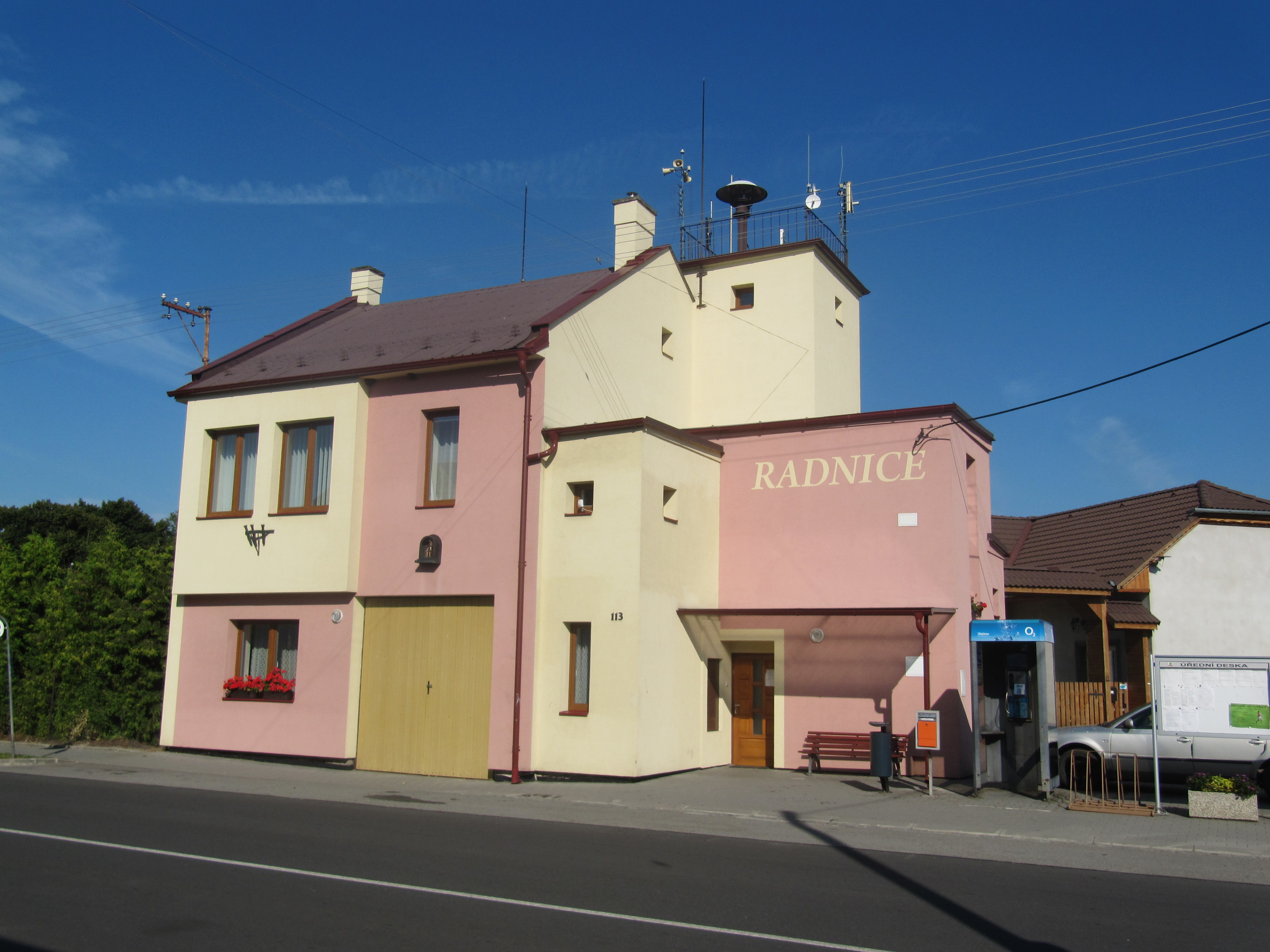
Obecní úřad
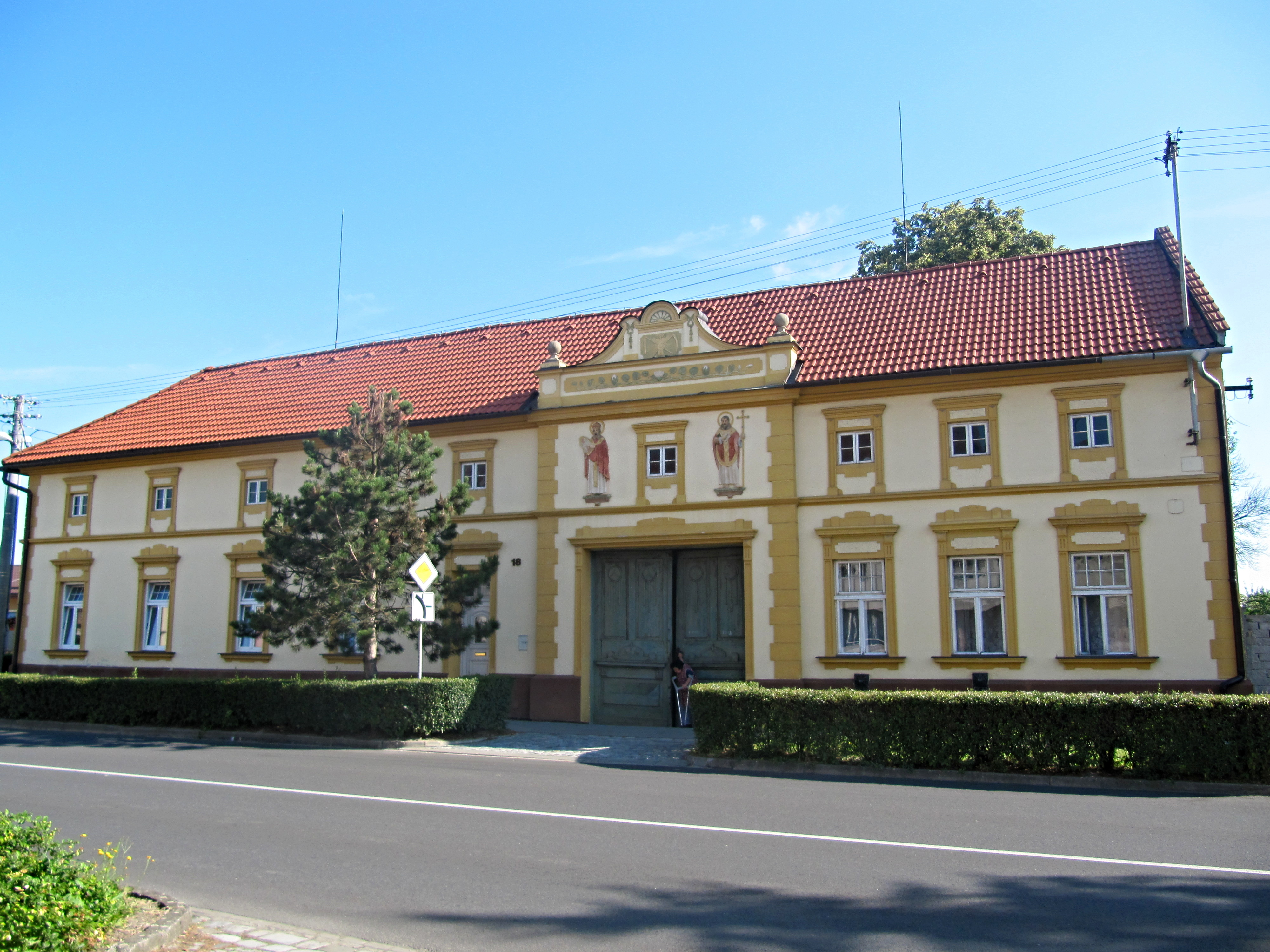
Dům č.p. 18 s motivy Cyrila a Metoděje
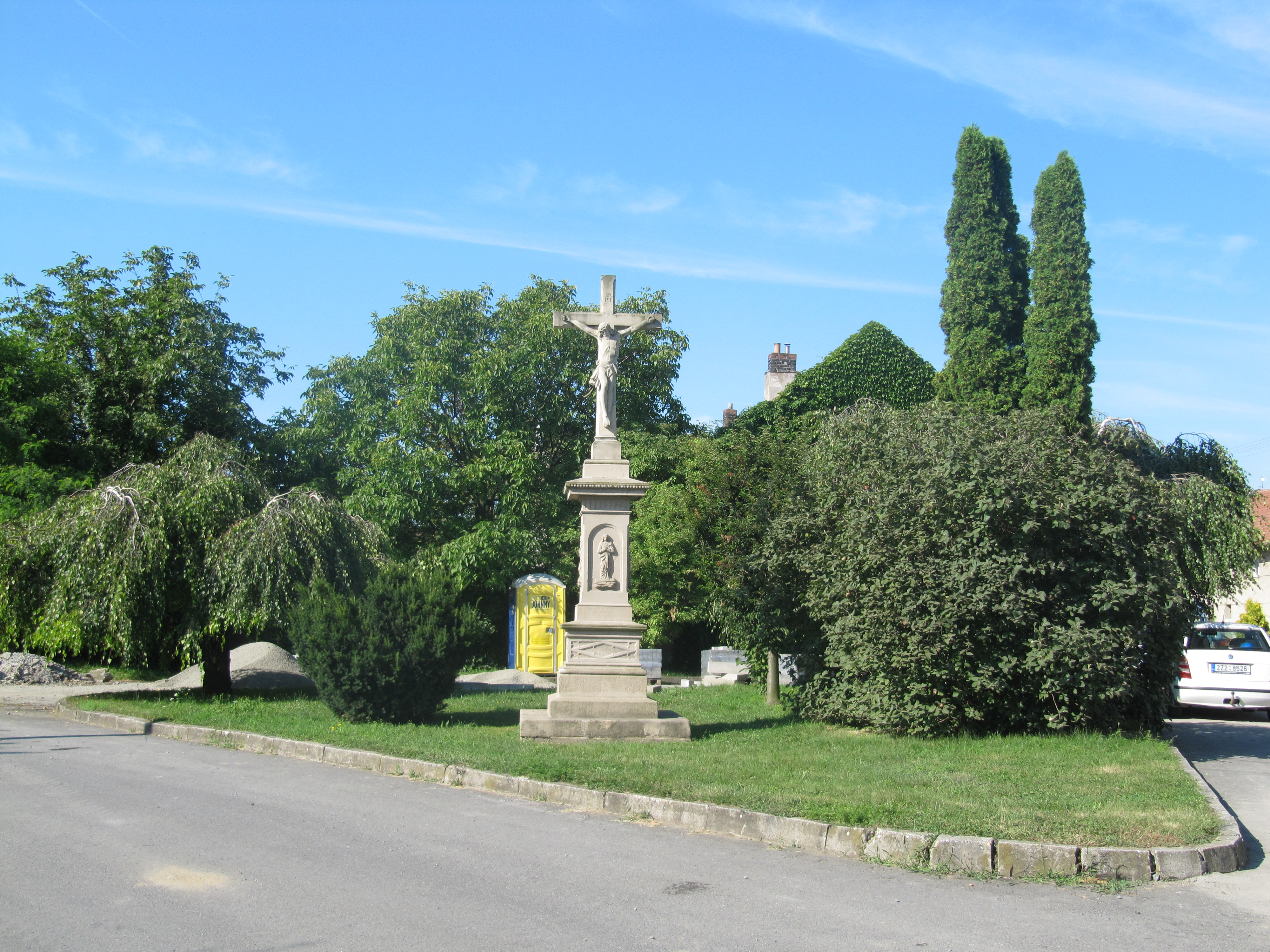
Jeden z křížů